# Peugeot Type 113
La Peugeot Type 113 est un modèle d'automobile produit par le constructeur français Peugeot en 1909.